# HD 189561
HD 189561，又名CD-2315935，SAO 188829、HR 7643，是一颗恒星，视星等为6.01，位于銀經19.04，銀緯-25.02，其B1900.0坐标为赤經19h 55m 27.3s，赤緯-23° -25.02′ 44″。